# Wojciech Żywny
Wojciech Żywny (Boêmia, 13 de maio de 1756 – 21 de fevereiro de 1842), foi um pianista e violinista polonês. Foi o primeiro mestre de piano de Frédéric Chopin.
Chopin recebeu lições de Żywny de 1816 até 1822, quando as habilidades de Chopin superaram as de seu professor.